# フアンマ・ロペス
フアン・マヌエル・"フアンマ"・ロペス・マルティネス（Juan Manuel 'Juanma' López Martinez、1969年9月3日 - ）は、スペイン・マドリード出身の元同国代表サッカー選手。ポジションはDF。

## クラブ経歴
マドリードに生まれ、アトレティコ・マドリードのカンテラに入団した。1990-91シーズンにトップチームデビューを果たすと、翌1991-92シーズンからトップチーム登録となった。
1995-96シーズン、主に途中交代での出番が大半だったものの、リーグ戦32試合に出場し、クラブのラ・リーガとコパ・デル・レイの国内2冠に貢献した。2001年、膝の怪我が原因で現役を引退したが、アトレティコには通算11シーズン在籍し、公式戦200試合近くに出場した。

## 代表経歴
1992年9月9日、イングランド代表との親善試合にてスペイン代表デビューを果たした。また、同年に行われたバルセロナオリンピックにも出場し、金メダルを獲得した。

## タイトル

### クラブ
- ラ・リーガ : 1回 (1995-96)
- コパ・デル・レイ : 3回 (1990-91, 1991-92, 1995-96)

### 代表
U-23スペイン代表
- 夏季オリンピック金メダル : 1回 (1992)